# Fortitudo Baseball Bologna
La Fortitudo Baseball Bologna, nota semplicemente come Fortitudo, è una società italiana di baseball con sede a Bologna, fondata nel 1953 e militante nel massimo campionato italiano di baseball, l'Italian Baseball League.

## Storia

### Gli inizi
La società viene fondata nel 1953 da Orfeo Spada che, dal 1956, ricopre la carica di presidente. 
Inizialmente la squadra è una branca della Società Ginnastica Fortitudo, da cui si staccherà qualche anno dopo.
Nel 1957 esordisce nel Campionato Nazionale di Serie C, giungendo al terzo posto. Nello stesso anno Aldo Furlanetto diventa presidente, carica che ricoprirà sino al 1962. Sotto la presidenza di Furlanetto, la Fortitudo ottiene la promozione in Serie B.
Il 1963 è l'anno della fusione con la ACLI Labor, militante nella Serie A. Questo è l'anno in cui diventa Sezione Autonoma. La presidenza passa a Pietro Leoni, che nomina come direttore tecnico Jimmy Strong.
Nel 1969 la Fortitudo vince il primo scudetto.

### I trionfi europei
Nei primi anni settanta, sotto la presidenza di Lamberto Lenzi, la squadra bolognese vince due scudetti (1972 e 1974), una Coppa dei Campioni (1973) e una Coppa Italia (1973).
Seguono due titoli di campione d'Italia, nel 1978 e nel 1984, e la seconda Coppa dei Campioni del 1985.
Nel 1982 alla Del Monte Bologna e alla Juventus Torino viene assegnata ex aequo la Coppa Italia.

### Gli anni recenti

Logo del club usato fino al 2018

Nel 1997, a dodici anni di distanza dall'ultimo trofeo, Bologna conquista la seconda Coppa Italia.
Tra il 2003 e il 2005, arrivano altri due scudetti e altre due Coppe Italia.
Nel 2004 la prima Supercoppa italiana di baseball.
Il 20 settembre 2008, battendo in gara 2 la Danesi Nettuno, la Fortitudo conquista la sua sesta Coppa Italia e il diritto a disputare nel 2009 la massima competizione europea per club (European Champions Cup), nella quale, dopo un brillante cammino, viene sconfitta in finale dalla Danesi Nettuno per 1 a 0. Un ottimo 2009 è terminato con la conquista dello scudetto, l'ottavo per la formazione felsinea, conquistato sul campo di San Marino con il punteggio di 16 a 2, in una serie terminata 4 a 1
Il 2010 vede la Fortitudo sponsorizzata dalla Ugf Assicurazioni. Il nuovo presidente Stefano Michelini inaugura un nuovo ciclo Fortitudo che riparte così dai giovani giocatori. Il primo successo arriva con le qualificazioni alla final four di Barcellona (coppa campioni). La squadra non è tra le favorite per lo scudetto ma gioca la stagione con costanza e migliorando di partita in partita. Conquista i play off arrivando quarta in regular season. I play off rivelano una Fortitudo forte e in grado di arrivare alla meta più ambita: la squadra arriva in finale contro il Cariparma. Le prime due gare, giocate in casa dei ducali vengono vinte, ma il Parma non molla e rimonta. La Fortitudo si porta poi sul 3 a 2, la serie si sposta nuovamente a Parma dove la squadra cede. Lo scudetto passa dalla casacca biancoblu a quella gialloblu.
Si gioca ancora per la finale di Coppa Italia, e contro il Nettuno la Fortitudo vince il titolo e ottiene contestualmente l'accesso alla Coppa Campioni 2011.
Il 26 settembre 2010 la Fortitudo Baseball Bologna conquista la sua terza Coppa dei Campioni battendo in finale, a Barcellona, i tedeschi dell'Heidenheim per 2 a 1. Nella storia c'è Victor Moreno, formidabile lanciatore venezuelano che salva una situazione praticamente disperata al 10º inning e dà il via alla rimonta dell'attacco successivo. Il punto vincente è battuto a casa da Juan Pablo Angrisano, che ha colpito una profonda valida a destra mal giocata dall'esterno Pali.
Il 30 agosto 2012, al termine di una stagione interlocutoria, la Fortitudo, sponsorizzata Unipol Assicurazioni, conquista la sua quarta Coppa dei Campioni battendo in finale, a Nettuno, la Danesi Nettuno. La partita viene vinta nella parte bassa dell'ultimo inning con la valida di Leonardo De Donno, nettunese di nascita, che con due out spinge a casa il punto della vittoria.
All'inizio della stagione 2013 vince la Coppa Italia battendo Rimini baseball. Il 1º e il 2 agosto torna a vincere la Coppa Campioni per la quinta volta sconfiggendo ancora i Pirati di Rimini 10-0 e 2-1.
Vince il titolo italiano 2014, il nono, sconfiggendo ancora i Pirati di Rimini nella serie finale: la vittoria matura nelle ultime due gare, in una serie in cui non era mai stata in vantaggio. Diverso l'esito della stagione seguente, in cui Rimini ha vinto il titolo espugnando il Gianni Falchi per due volte e chiudendo tra le mura amiche con un 4-0 nella serie.
Nel 2018 vince la Coppa Italia e il titolo, sconfiggendo in finale in 4 partite Parma, conquistando il double.
Il 2019 vede la Fortitudo vincere in casa la sua sesta Coppa Campioni: supera Rotterdam in semifinale per 10-3 e in finale, in un Falchi tutto esaurito, batte Amsterdam 8-0. In campionato nella stessa stagione la squadra ottiene il suo dodicesimo scudetto (il secondo consecutivo), battendo San Marino in finale. Per la prima volta abbina così nel medesimo anno la conquista del massimo trofeo nazionale a quella del titolo europeo.
Nel travagliato campionato 2020 arriva seconda al termine della stagione regolare, qualificandosi così direttamente per la finale scudetto contro San Marino. Dopo sette combattute gare, si aggiudica il tredicesimo scudetto, il terzo consecutivo.
Il 2023 vede la conquista del quattordicesimo scudetto dopo una cavalcata playoff perfetta, senza subire alcuna sconfitta: notevoli i 4 - 0 imposti a Parma in semifinale e a San Marino in finale (le altre due principali favorite per la corsa al titolo), con vittorie di stretta misura e spesso conquistate all'ultimo attacco a dimostrazione di un gruppo che oltre le qualità tecniche ha dimostrato grande coesione e tenacia.
Nel 2024 viene sconfitta nelle semifinali per 4 a 1 in favore del San Marino Baseball Club perdendo la capacità di bissare il successo dell'anno precedente.

## Cronistoria
Tranne la retrocessione in Serie A2 nella stagione 1996 e i primi anni dopo la sua fondazione, il club ha giocato la maggior parte dei campionati italiani nella massima serie.

## Colori e simboli

### Sponsor
- 1969-1975: Amaro Montenegro
- 1975-1976 : Grappa Canonier
- 1978-1980: Biemme Giocattoli
- 1982: Del Monte
- 1983: Nordmende
- 1984-1985: Be. Ca. Carni
- 1986-1987: Biemme Giocattoli
- 1988-1989: Caffè Meseta
- 1990-1991: Poliedil
- 1992: Eurobuilding
- 1993: Gaudianello
- 1995-2008: Italeri
- 2009-2010: UGF Banca
- 2010-: Unipol

## Strutture

### Impianti di gioco
- 1969- : Stadio Gianni Falchi

## Società

### Organigramma societario
- Presidente: Pierluigi Bissa
- Vicepresidenti: Marco Macchiavelli, Luciano Folletti
- Direttore Sportivo: Christian Mura
- Responsabile Marketing: Johnson Srl
- Addetto Stampa: Daniele Baietti

- Segreteria: Franco Ferri, Luca Baravelli
- Speaker Stadio: Federico Frassinella, Stefano Donati
- Fotografo: Lauro Bassani

## Allenatori e presidenti
- Mario Monetti
- James Larry Strong (1963 - 1965)
- James Larry Strong (1972)
- Rocky Shone (1972 - 1976)
- Alfredo Meli (1976 -  ????)
- Vic Luciani
- Volfango Valbonesi (1997)
- Jim Rooney (1997 - 1998)
- Mauro Mazzotti (2000 - 2005)
- Marco Nanni
- Daniele Frignani (dal 2016)

- Orfeo Spada (1956 - 1957)
- Aldo Furlanetto (1957 - 1962)
- Pietro Leoni (1963 - 1971)
- Lamberto Lenzi (1971 - 1982)
- Stefano Michelini (2010 - 2020)
- Pierluigi Bissa (2020 -)

## Giocatori

### Numeri ritirati

Il numero 33 Riccardo Matteucci

Di seguito sono riportati i nomi dei giocatori che hanno fatto la storia della Fortitudo Baseball a cui sono stati ritirate le casacche.
- Umberto Calzolari, numero 8, nato a Bologna il 4 giugno 1938[4]
- Alberto "Toro" Rinaldi, numero 20, nato a Bologna nel 1946[4]
- Alfredo Meli, numero 11, nato a Bologna il 31 dicembre 1944[4]
- Riccardo Matteucci, numero 33[5]
- Giovanni Lercker, numero 7[6]
- Robert Fontana, numero 13

## Palmarès

### Competizioni nazionali
- Campionati italiani: 14

1969, 1972, 1974, 1978, 1984, 2003, 2005, 2009, 2014, 2016, 2018, 2019, 2020, 2023
- Coppa Italia: 12

1973, 1982, 1997, 2003, 2005, 2008, 2010, 2012, 2015, 2017, 2018, 2022
- Supercoppa italiana: 1

2004

### Competizioni internazionali
- Coppa dei Campioni: 6

1973, 1985, 2010, 2012, 2013, 2019

## Statistiche e record

### Partecipazione ai campionati
| Livello | Categoria | Partecipazioni | Debutto | Ultima stagione | Totale |
| ------- | --------- | -------------- | ------- | --------------- | ------ |
| 1°      | Serie A   | 31             | 1963    | 2023            | 59     |
| 1°      | Serie A1  | 17             | 1991    | 2020            | 59     |
| 1°      | IBL       | 11             | 2007    | 2017            | 59     |
| 2°      | Serie B   | 5              | 1958    | 1958            | 6      |
| 2°      | Serie A2  | 1              | 1996    | 1996            | 6      |
| 3°      | Serie C   | 3              | 1954    | 1956            | 3      |

## Organico

### Staff tecnico
- Allenatore:  Daniele Frignani
- Vice-Allenatore:  Fabio Betto
- Preparatore atletico:  Vanni Pedrini
- Fisioterapista:  Vittorio Carlucci

## Piazzamenti recenti
- 1998 - 8º posto IBL
- 1999 - 5º posto IBL
- 2000 - 5º posto IBL
- 2001 - 4º posto IBL
- 2002 - 1º posto IBL, (persi i play-off scudetto contro Nettuno)
- 2003 - 1º posto IBL
- 2004 - 2º posto IBL
- 2005 - 1º posto IBL
- 2006 - 1º posto IBL (persi i play-off scudetto contro Rimini)
- 2007 - 2º posto IBL
- 2008 - 1º posto IBL (persi i play-off scudetto nel round-robin contro: Nettuno, San Marino e Grosseto)
- 2009 - 1º posto IBL
- 2010 - 2º posto IBL (persi i play-off scudetto contro Parma)
- 2011 - 2º posto IBL (persi i play-off scudetto nel round-robin contro: Nettuno, San Marino e Parma)
- 2012 - 4º posto IBL (persi i play-off scudetto nel round-robin contro: Nettuno, San Marino e Rimini)
- 2013 - 1º posto IBL (persa la semifinale scudetto contro San Marino)
- 2014 - 1º posto IBL
- 2015 - 1º posto IBL (persa finale scudetto contro Rimini)
- 2016 - 1º posto IBL
- 2017 - 1º posto IBL (persa semifinale scudetto contro Rimini)
- 2018 - 1º posto Serie A1
- 2019 - 1º posto Serie A1
- 2020 - 2º posto Serie A1

## Formazioni titolate

### Campioni d'Italia

#### 1969
- Presidente: Pietro Leoni
- Allenatore: Mario Monetti
- Staff tecnico: Enzo Blanda, Umberto Calzolari
- Giocatori:

Angelo Baldi, Ermanno Barbieri, Enzo Blanda, Umberto Calzolari, Joseph Campagna, Sergio Ghedini, Lauro Lanzarini, Giovanni Lercker, Luigi Malaguti, Stefano Malaguti, Alfredo Meli, Carlo Morelli, Giuliano Pizzuto, Alberto Rinaldi, Aurelio Sarti, Roger Saunders.

#### 1972
- Presidente: Lamberto Lenzi
- Allenatore: Jimmy Strong
- Staff tecnico: Rocky Shone
- Giocatori:

Marco Alvisi, Mario Alvisi, Angelo Baldi, Umberto Calzolari, Marco Foscherari, Ilves Gamberini, Sergio Ghedini, Giovanni Lercker, Vincenzo Luciani, Stefano Malaguti, Alfredo Meli, Carlo Morelli, Enzo Naldi, Ennio Paganelli, Alberto Rinaldi, Rocky Shone, Publio Vasquez.

#### 1974
- Presidente: Lamberto Lenzi
- Allenatore: Rocky Shone
- Staff tecnico: Edoardo Barbato
- Giocatori:

Ivano Albertazzi, Angel Argentieri, Angelo Baldi, Daniele Bolsi, Umberto Calzolari, Stefano Conti, Federico Corradini, Cesare Ghelfi, Giovanni Lercker, Vincenzo Luciani, Stefano Malaguti, Alfredo Meli, Carlo Morelli, Mauro Paglioli, Alberto Rinaldi, Rocky Shone, Sal Taormina, Publio Vasquez.

#### 1978
- Presidente: Enzo Montanelli
- Allenatore: Alfredo Meli
- Staff tecnico: Stefano Malaguti, Hiro Tsugawa
- Giocatori:

Angel Argentieri, Marco Avallone, James Black, Stefano Conti, Federico Corradini, David Di Marco, Alessandro Giorgi, Rick Landucci, Andrea Landuzzi, Giovanni Lercker, Vincenzo Luciani, Stefano Malaguti, Riccardo Matteucci, Jerome Mondalto, Alberto Rinaldi, Stefano Ventura.

#### 1984
- Presidente: Emanuele Zambonelli
- Allenatore: Vic Luciani

La rosa campione d'Italia 1984

- Staff tecnico: James Black, Federico Corradini, Alberto Rinaldi
- Giocatori:

Stefano Barbieri, Roberto Bianchi, William Bonetti, Mario Brusa, John Denman, Maurizio Franceschini, Alessandro Giorgi, Andrea Landuzzi, Riccardo Matteucci, Gabriele Messori, John Mirabelli, Marco Nanni, Marco Parmeggiani, Gianguido Poma, Roberto Radaelli, Gianluca Rebecchi, Peter Rovezzi, John Skorochocky, Jackson Todd, Stefano Ventura, Maurizio Zoli.

#### 2003
- Presidente: Stefano Michelini
- Allenatore: Mauro Mazzotti
- Staff Tecnico: Roberto Radaelli, Marco Nanni, Fabio Frignani, Fabrizio Butteroni
- Giocatori:

Nilson Antigua, Fabio Betto, Luca Breveglieri, Marc Cerbone, Riccardo Corradini, Rolando Cretis, Matteo Dall'Olio, Davide Dallospedale, Robert Fontana, Daniele Frignani, Fabio Frignani, Andrea Gamberini, Julian Heredia, Stefano Landuzzi, Claudio Liverziani, Katsuhiro Maeda, Riccardo Matteucci, Fabio Milano, Eugenio Monari, Daniel Newman, David Rigoli, David Sheldon, Fausto Solano

#### 2005
- Presidente: Alfredo Pacini
- Allenatore: Mauro Mazzotti
- Staff tecnico: Roberto Radaelli, Marco Nanni, Fabio Frignani, Alessandro Carati
- Giocatori:

Wady Almonte, Stefano Bazzarini, Fabio Betto, Diego Bonci, Umberto Brambilla, Christopher Cerchié, Rolando Cretis, Davide Dallospedale, Juan Figueroa, Daniele Frignani, Cristian Ghesini, Todd Incantalupo, Stefano Landuzzi, Claudio Liverziani, Federico Mastrorilli, Jesus Matos, Fabio Milano, Eugenio Monari, Jorge Nunez, Giovanni Pantaleoni, Kelli Ramos, Carlos Richetti, David Rigoli, Luis Felipe Urueta.

#### 2009
- Presidente: Marco Macchiavelli
- Allenatore: Marco Nanni
- Staff tecnico: Roberto Radaelli, Fabio Frignani, Mauro Brandoli
- Giocatori:

Jesus Matos, Yulman Ribeiro, Fabio Betto, Victor Moreno, Alessandro Ularetti, Giuseppe Norrito, Fabio Milano, Juan Pablo Angrisano, Matthew Stocco, Stefano Landuzzi, Daniele Frignani, Joseph Mazzuca, Francesco Alaimo, Juan Carlos Infante, Giovanni Pantaleoni, Claudio Liverziani, Eddy Garabito, Richard Austin, Luca Breveglieri.

#### 2014
- Presidente: Stefano Michelini
- Allenatore: Marco Nanni
- Staff tecnico: Roberto Radaelli, Fabio Betto, Mario Labastidas
- Giocatori:

Joey Williamson, Manauris Baez, Nick Pugliese, Luca Panerati, Raul Rivero, Filippo Crepaldi, Riccardo De Santis, Mattia Barbaresi, Solomon Marinez, Marco Sabbatani, Guillermo Rodriguez, Juan Carlos Infante, Daniele Malengo, Andrea D'Amico, Alessandro Vaglio, Alessandro Grimaudo, Francesco Fuzzi, Paolino Ambrosino, Claudio Liverziani, Trent Oeltjen, Lorenzo Dobboletta.

#### 2016
- Presidente: Stefano Michelini
- Allenatore: Daniele Frignani
- Staff tecnico: Roberto Radaelli, Fabio Betto, Mario Labastidas
- Giocatori:

Ronny Cedeno, Alex Sambucci, Alessandro Grimaudo, Juan Carlos Infante, Alessandro Vaglio, Paolino Ambrosino, Osman Marval, Claudio Liverziani, Marco Sabbatani, Francesco Fuzzi, Alex Russo, Luca Panerati, Raul Rivero, Matt Zielinski, Riccardo De Santis, Ryan Searle, Filippo Crepaldi, Andrea Pizziconi, Brent Buffa, Tyler La Torre, Pietro Paolo Cadoni, Lorenzo Fabbri, Nick Pugliese, Scott Patterson, Matteo Bocchi.

#### 2018
- Presidente: Stefano Michelini
- Allenatore: Daniele Frignani
- Staff tecnico: Roberto Radaelli, Fabio Betto, Mario Labastidas, Miguel Martinez, Michele Masiello
- Giocatori:

Filippo Crepaldi, Matteo Bocchi, Nick Pugliese, Luca Panerati, Raul Rivero, Giuseppe Mazzanti, Gilmer Lampe, Beau Giuseppe Maggi, Andrea Pizziconi, Nick Nosti, Jorge Martinez, Justin Cicatello, Alessandro Vaglio, Alessandro Grimaudo, Francesco Fuzzi, Filippo Agretti, Josè Flores, Robel Garcia, Murillo Gouvea, Lorenzo Dobboletta, Antonio Noguera, Kevin Moesquit, Osman Marval.

#### 2019
- Presidente: Stefano Michelini
- Allenatore: Daniele Frignani
- Giocatori:

Filippo Agretti, Alex Bassani, Murilo Brolo, Nicolò Clemente, Filippo Crepaldi, Lorenzo Dobboletta, Jose Ferrini, Francesco Fuzzi, Alessandro Grimaudo, Lionar Kindelán Biset, Ericson Neptali Leonora, Jarreu Martina, Osman Marval, Antonio Noguera, Nicolas Gidon Nosti, Andy Paz, Stephen Paul Perakslis, Andrea Pizziconi, John Polonius, Nicholas Pugliese, Raul Jose Rivero Pereda, Alexander Adriano Rodriquez, Eladio Alexander Russo, Claudio Scotti, Alessandro Vaglio.

#### 2020
- Presidente: Pierluigi Bissa
- Allenatore: Daniele Frignani
- Staff tecnico: Christian Gnudi, Daniele Natilli, Moreno Trombini, Fabio Betto, Michele Masiello
- Giocatori:

Filippo Agretti, Cesare Astorri, Alex Bassani, Riccardo Bertossi, Matteo Bocchi, Murilo Brolo, Lorenzo Campanella, Tomas Canuti, Marc Civit San Martin, Hendrik Clementina, Filippo Crepaldi, Ray-Patrick Didder, Lorenzo Dobboletta, Julian Dreni, Jacopo Ferri, Samuele Gamberini, Samuele Ghebreigziabiher, Alessandro Grimaudo, Eugene Helder, Elian Leyva, Claudio Liverziani, Niccolò Maria Loardi, Davide Marchi, Nicola Marziali, Randolph Oduber, Pietro Perilli, Giovanny Andres Rosales Motta, Eladio Alexander Russo, Giovanni Ruzzu, Claudio Scotti, Riccardo Tassoni, Alessandro Vaglio, Matthias Zotti.

#### 2023
- Presidente: Pierluigi Bissa
- Allenatore: Daniele Frignani
- Staff tecnico: Daniele Natilli, Fabio Betto, Claudio Liverziani, Christian Gnudi
- Giocatori:

Filippo Agretti, Shakir Achmed Girigorie Albert, Maurizio Andretta, Alex Bassani, Riccardo Bertossi, Marc Civit San Martin, Filippo Crepaldi, Joseph Anthony Cuomo, Alessandro Deotto, Lorenzo Dobboletta, Julian Dreni, Francesco Fuzzi, Samuele Gamberini, Robel Estiwal Garcia Rodriguez, Eugene Alexander Junior Helder, Kevin Carl Michael Josephina, Ernesto Paolo Liberatore, Porfirio Antonio Lopez Nuňez, Cristopher Junior Molina Brito, Ricardo Segundo Paolini, Raul Jose Rivero Pereda, Fdederico Nicholas Robles Martin, Claudio Scotti, Darren Ferdinand Seferina, Pablo José Suarez Petrillo.

### Coppa dei Campioni

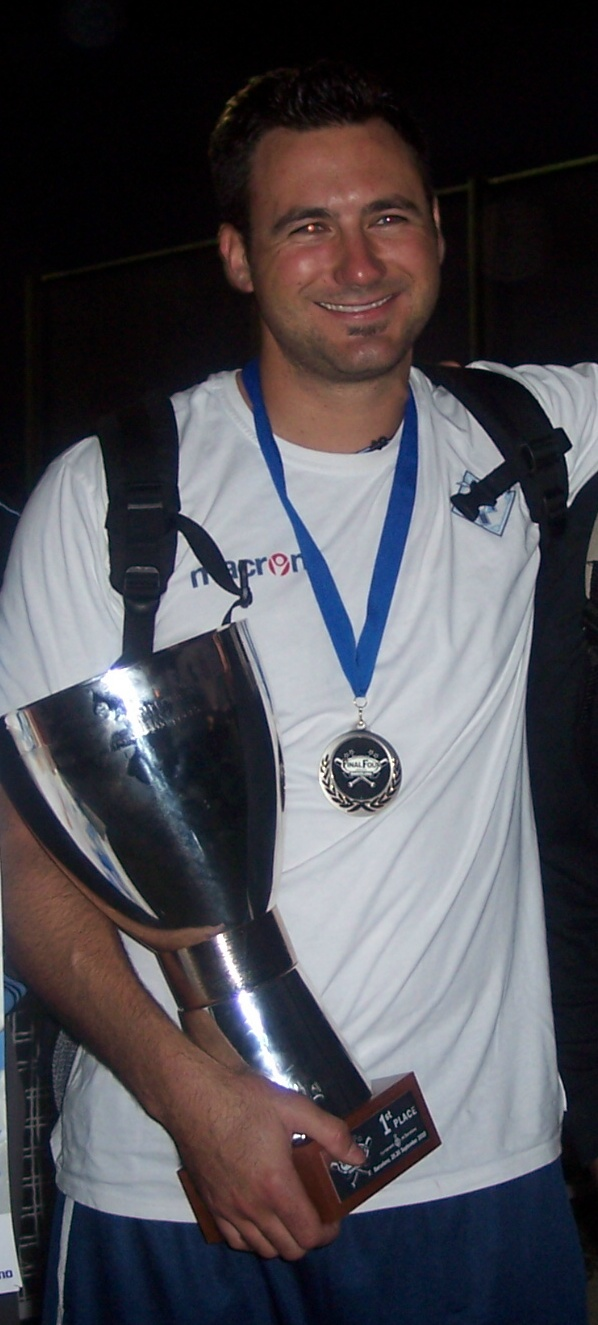
Cody Cillo con la European Champions Cup 2010

#### 1973
- Presidente: Lamberto Lenzi
- Allenatore: Rocky Shone
- Staff tecnico: Edoardo Barbato
- Giocatori:

Angel Argentieri, Angelo Baldi, Claudio Bastia, Umberto Calzolari, Ronald Coffman, Ilves Gamberini, Sergio Ghedini, Giovanni Lercker, Vincenzo Luciani, Stefano Malaguti, Alfredo Meli, Carlo Morelli, Enzo Naldi, Mauro Paglioli, Alberto Rinaldi, Roberto Saletti, Rocky Shone, Publio Vasquez.

#### 1985
- Presidente: Alfredo Pacini
- Allenatore: Vic Luciani
- Staff tecnico: James Black, Alberto Rinaldi
- Giocatori:

Roberto Bianchi, Mario Brusa, Franco De Marco, Patrick Dumouchelle, Maurizio Franceschini, Franco Gasperini, Alessandro Giorgi, Andrea Landuzzi, Riccardo Matteucci, Gabriele Messori, Marco Parmeggiani, Roberto Radaelli, Gianluca Rebecchi, Mark Talarico, Stefano Ventura, Giuseppe Viesti, Maurizio Zoli, Greg Zunino.

#### 2010
- Presidente: Stefano Michelini
- Allenatore: Marco Nanni
- Staff tecnico: Mauro Brandoli, Mario Labastidas, Roberto Radaelli
- Giocatori:

Francesco Alaimo, Juan Pablo Angrisano, Fabio Betto, Cody Cillo, Andrea D'Amico, Riccardo Fornasari, Eddy Garabito, Juan Carlos Infante, Stefano Landuzzi, Daniele Malengo, Michele Masiello, Jesús Matos, Fabio Milano, Víctor Moreno, Jairo Ramos Gizzi, Mattia Reginato, Livinston Santaniello, Alessandro Ularetti.

#### 2012
- Presidente: Stefano Michelini
- Allenatore: Marco Nanni
- Staff tecnico: Roberto Radaelli, Mario Labastidas, Fabio Betto, Michele Masiello
- Giocatori:

Mattia Barbaresi, Fabio Betto, Mark Castellitto, Cody Cillo, Andrea D'Amico, Luca D'Amico, Matteo D'Angelo, Leonardo De Donno, Gabriele Ermini, Juan Carlos Infante, Claudio Liverziani, Daniele Malengo, Jesús Matos, Fabio Milano, Luca Panerati, Nicholas Pugliese, Yefri Rofrano, Marco Sabbatani, Luca Turrini, Alessandro Vaglio, Alberto Varin.

#### 2013
- Presidente: Stefano Michelini
- Allenatore: Marco Nanni
- Staff tecnico: Roberto Radaelli, Mario Labastidas, Fabio Betto, Michele Masiello
- Giocatori:

Juan Carlos Infante, Gabriele Ermini, Alessandro Vaglio, Rosario Reyes, Claudio Liverziani, Luca Bischeri, Daniele Malengo, Marco Sabbatani, Andrea D'Amico, Raul Rivero, Matteo D'Angelo, Junior Oberto, Nicholas Pugliese, Francesco Fuzzi, Mattia Barbaresi, Nick Nosti, Chris Aguila, Roger Luque, Carlos Richetti, Adam Clerici, Fabio Milano, Mattia Boniolo.

#### 2019
- Presidente: Stefano Michelini
- Allenatore: Daniele Frignani
- Giocatori:

Filippo Agretti, Alex Bassani, Murilo Brolo, Nicolò Clemente, Filippo Crepaldi, Lorenzo Dobboletta, Jose Ferrini, Francesco Fuzzi, Alessandro Grimaudo, Lionar Kindelán Biset, Ericson Neptali Leonora, Jarreu Martina, Osman Marval, Antonio Noguera, Nicolas Gidon Nosti, Andy Paz, Stephen Paul Perakslis, Andrea Pizziconi, John Polonius, Nicholas Pugliese, Raul Jose Rivero Pereda, Alexander Adriano Rodriquez, Eladio Alexander Russo, Claudio Scotti, Alessandro Vaglio.

### Coppa Italia

#### 1973
- Presidente: Lamberto Lenzi
- Allenatore: Rocky Shone
- Staff tecnico: Edoardo Barbato
- Giocatori:

Angel Argentieri, Angelo Baldi, Claudio Bastia, Umberto Calzolari, Ronald Coffman, Ilves Gamberini, Sergio Ghedini, Giovanni Lercker, Vincenzo Luciani, Stefano Malaguti, Alfredo Meli, Carlo Morelli, Enzo Naldi, Mauro Paglioli, Alberto Rinaldi, Roberto Saletti, Rocky Shone, Publio Vasquez.

#### 1997
- Presidente: Gianni Guizzardi
- Allenatore: Volfango Valbonesi
- Staff tecnico: Rooney, Avallone
- Giocatori:

Pierluigi Bissa, Manuel Castro, Franco Collina, Gianluca Conversi, Riccardo Corradini, Davide Dallospedale, Franco De Marco, Massimo Desii, Paolo Fava, Daniele Frignani, Fabio Frignani, Claudio Guicciardi, Andrea Landuzzi, Stefano Landuzzi, Davide Maccaferri, Gianluca Pani, Francesco Diego Piretti, Roberto Radaelli, Michele Roccabianca, Tiziano Stefanelli.

#### 2003
- Presidente: Stefano Michelini
- Allenatore: Mauro Mazzotti
- Staff Tecnico: Roberto Radaelli, Marco Nanni, Fabio Frignani, Fabrizio Butteroni
- Giocatori:

Nilson Antigua, Fabio Betto, Luca Breveglieri, Marc Cerbone, Riccardo Corradini, Rolando Cretis, Matteo Dall'Olio, Davide Dallospedale, Robert Fontana, Daniele Frignani, Fabio Frignani, Andrea Gamberini, Julian Heredia, Stefano Landuzzi, Claudio Liverziani, Katsuhiro Maeda, Riccardo Matteucci, Fabio Milano, Eugenio Monari, Daniel Newman, David Rigoli, David Sheldon, Fausto Solano

#### 2005
- Presidente: Alfredo Pacini
- Allenatore: Mauro Mazzotti
- Staff tecnico: Roberto Radaelli, Marco Nanni, Fabio Frignani, Alessandro Carati
- Giocatori:

Wady Almonte, Stefano Bazzarini, Fabio Betto, Diego Bonci, Umberto Brambilla, Christopher Cerchié, Rolando Cretis, Davide Dallospedale, Juan Figueroa, Daniele Frignani, Cristian Ghesini, Todd Incantalupo, Stefano Landuzzi, Claudio Liverziani, Federico Mastrorilli, Jesus Matos, Fabio Milano, Eugenio Monari, Jorge Nunez, Giovanni Pantaleoni, Kelli Ramos, Carlos Richetti, David Rigoli, Luis Felipe Urueta.

#### 2008
- Presidente: Marco Macchiavelli
- Allenatore: Marco Nanni
- Staff tecnico: Roberto Radaelli, Fabio Frignani, Mauro Brandoli
- Giocatori:

Francesco Alaimo, Juan Pablo Angrisano, Richard Unseld Austin, Ryner Rafael Bautista Mercedes, Fabio Betto, Diego Bonci, Cody Daniel Cillo, Lino Antonio Connel Falco, Matteo D'Angelo, Riccardo Fornasari, Daniele Frignani, Manuel Gasparri, Christopher Ryan George, Stefano Landuzzi, Claudio Liverziani, Alfredo Roberto Lopez Delgado, Jesus Maria Matos Abreo, Joseph Salvatore Mazzucca, Fabio Milani, Giovanni Pantaleoni, Riccardo Paoletti, Tommaso Scagnolari, Martin Vargas Bautista, Giovanni Zanetti.

#### 2010
- Presidente: Stefano Michelini
- Allenatore: Marco Nanni
- Staff tecnico: Mauro Brandoli, Mario Labastidas, Roberto Radaelli
- Giocatori:

Francesco Alaimo, Juan Pablo Angrisano, Fabio Betto, Cody Cillo, Andrea D'Amico, Riccardo Fornasari, Eddy Garabito, Juan Carlos Infante, Stefano Landuzzi, Daniele Malengo, Michele Masiello, Jesús Matos, Fabio Milano, Víctor Moreno, Jairo Ramos Gizzi, Mattia Reginato, Livinston Santaniello, Alessandro Ularetti

#### 2012
- Presidente: Stefano Michelini
- Allenatore: Marco Nanni
- Staff tecnico: Roberto Radaelli, Mario Labastidas, Fabio Betto, Michele Masiello
- Giocatori:

Mattia Barbaresi, Luca Bischeri, Andrea D'Amico, Matteo D'Angelo, Gabriele Ermini, Juan Carlos Infante, Claudio Liverziani, Daniele Malengo, Nick Nosti, Luca Panerati, Marco Sabbatani, Alessandro Vaglio.

#### 2015
- Presidente: Stefano Michelini
- Allenatore: Marco Nanni
- Giocatori:

Paolino Junior Ambrosino, Pietro Paolo Cadoni, Justin Cicatello, Nicolò Clemente, Rafael Jose Cova, Filippo Crepaldi, Riccardo Desantis, Lorenzo Dobboletta, Marquis Deshun Fleming, Francesco Fuzzi, Alessandro Grimaudo, Juan Carlos Infante Luti, Claudio Liverziani, Salomon Marinez, Fabio Milano, Neslie Nácar, Luca Panerati, Nicholas Pugliese, Raul Jose Rivero Pereda, Guillermo Segundo Rodriguez Perez, Eladio Alexander Russo, Marco Sabbatani, Alex Sambucci, Cesar Javier Suarez Vezga, Alessandro Vaglio.

#### 2017
- Presidente: Stefano Michelini
- Allenatore: Daniele Frignani
- Giocatori:

Filippo Agretti, Paolino Junior Ambrosino, Matteo Bocchi, Nicolò Clemente, Roberto Corradini, Filippo Crepaldi, Riccardo Desantis, Jose Ramon Florez Penaloza, Francesco Fuzzi, Ramon Junior Garcia Delgado, Robel Garcia, Alessandro Grimaudo, Jared Tyler Lansford, Osman Marval, Nicholas Gildon Nosti, Rudy Owens, Luca Panerati, Andrea Pizziconi, Nicholas Pugliese, Raul Jose Rivero Pereda, Eladio Alexander Russo, Marco Sabbatani, Alex Sambucci, Alessandro Vaglio.

#### 2018
- Presidente: Stefano Michelini
- Allenatore: Daniele Frignani
- Staff tecnico: Roberto Radaelli, Fabio Betto, Mario Labastidas, Miguel Martinez, Michele Masiello
- Giocatori:

Filippo Crepaldi, Matteo Bocchi, Nick Pugliese, Luca Panerati, Raul Rivero, Giuseppe Mazzanti, Gilmer Lampe, Beau Giuseppe Maggi, Andrea Pizziconi, Nick Nosti, Jorge Martinez, Justin Cicatello, Alessandro Vaglio, Alessandro Grimaudo, Francesco Fuzzi, Filippo Agretti, Josè Flores, Robel Garcia, Murillo Gouvea, Lorenzo Dobboletta, Antonio Noguera, Kevin Moesquit, Osman Marval.

#### 2022
- Presidente: Pierluigi Bissa
- Allenatore: Daniele Frignani
- Staff tecnico: Daniele Natilli, Fabio Betto, Claudio Liverziani, Christian Gnudi, Michele Masiello
- Giocatori:

Filippo Agretti, Maurizio Andretta, Alex Bassani, Riccardo Bertossi, Matteo Bocchi, Murilo Brolo Guvea, Filippo Crepaldi, Alessandro Deotto, Lorenzo Dobboletta, Julian Dreni, Francesco Fuzzi, Luís Manuel Junior González Taveras, Alessandro Grimaudo, Kevin Carl Michael Josephina, Gilmer Reginald Ralph Lampe, Ernesto Paolo Liberatore, Renzo Guillermo Martini Parilli, Ricardo Segundo Paolini, Christian Paul Scafidi.

### Supercoppa Italiana

#### 2004
- Presidente: Alfredo Pacini
- Allenatore: Mauro Mazzotti
- Staff tecnico: Roberto Radaelli, Marco Nanni, Fabio Frignani, Alessandro Carati
- Giocatori:

Wady Almonte, Stefano Bazzarini, Fabio Betto, Diego Bonci, Umberto Brambilla, Rolando Cretis, Davide Dallospedale, Daniele Frignani, Cristian Ghesini, Claudio Liverziani, Federico Mastrorilli, Jesus Matos, Eugenio Monari, Jorge Nunez, Giovanni Pantaleoni, Kelli Ramos, Carlos Richetti, David Rigoli.